# Kattegat
Kattegat dansko: [ˈkʰætəkæt]; švedsko Kattegatt) je 30.000 km² veliko morsko območje, ki ga na zahodu omejujejo polotok Jutlandija, otoki Danskih prelivov in Baltsko morje na jugu ter province Bohuslän, Västergötland, Halland in Skåne na Švedskem na vzhodu. Baltsko morje se izliva v Kattegat skozi Danske prelive. Morsko območje je nadaljevanje Skagerraka in ga lahko razumemo kot zaliv Severnega morja, vendar v tradicionalni skandinavski rabi temu ni tako.
Kattegat je precej plitvo morje in je lahko zelo težko in nevarno za plovbo zaradi številnih peščenih in kamnitih grebenov ter zapletenih tokov, ki se pogosto spreminjajo. V sodobnem času so bili izkopani umetni kanali morskega dna, številni grebeni so bili izkopani s črpanjem peska in nameščeno je bilo dobro razvito omrežje za svetlobno signalizacijo, da se zaščiti zelo gost mednarodni promet tega majhnega morja.
Ob Kattegatu je več velikih mest in večjih pristanišč, kot so Göteborg, Aarhus, Aalborg, Halmstad in Frederikshavn v padajoči velikosti.

## Geografija
V skladu z definicijo iz konvencije iz leta 1932, ki so jo podpisale Danska, Norveška in Švedska (registrirana v seriji pogodb Društva narodov 1933–1934), je severna meja med Kattegatom in Skagerrakom na najsevernejši točki Skagen na Jutlandiji, medtem ko je južna meja proti Øresundu na konici polotoka Kullen v Scaniji.
Glavne reke, ki se stekajo v Kattegat, so reke Göta älv pri Göteborgu, skupaj z Laganom, Nissanom, Ätranom in Viskanom v provinci Halland na švedski strani ter reka Gudenå v Jutlandiji na Danskem.
Glavni otoki Kattegata so Samsø, Læsø in Anholt; zadnji dve sta zaradi razmeroma suhega podnebja zaznani kot pripadajoči danskemu puščavskemu pasu.
Številna omembe vredna obalna območja mejijo na Kattegat, vključno z naravnim rezervatom Kullaberg v Scaniji na Švedskem, ki vsebuje številne redke vrste in slikovito skalnato obalo, mesto Mölle s slikovitim pristaniščem in razgledom na Kullaberg ter Skagen na severnem koncu Danske.
Od leta 1950 se razmišlja o projektu mostu, ki se običajno imenuje Kattegatbroen (most Kattegat), ki bi povezal Jutlandijo in Zelandijo čez Kattegat. Od poznih 2000-ih je projekt ponovno dobil zanimanje več vplivnih politikov na Danskem. Most je običajno predviden kot povezava Hova (vas južno od Odderja na območju Aarhusa) s Samsøjem in Kalundborgom.

### Obseg
Mednarodna hidrografska organizacija opredeljuje meje »Kattegat, Sound and Belts« (to je Kattegat, Øresund, Veliki Belt in Mali Belt), kot sledi:
Na severuČrta, ki povezuje Skagen (Skaw, najsevernejša točka Danske) in Paternoster Skær (57°54′N 11°27′E / 57.900°N 11.450°E) in od tod proti severovzhodu skozi plitvine do otoka Tjörn.
Na juguMeje Baltskega morja v Beltih in Soundu:
- V Little Beltu: črta, ki povezuje Falshöft (54°47′N 9°57.5′E / 54.783°N 9.9583°E) in Vejsnæs Nakke (Ærö: 54°49′N 10°26′E / 54.817°N 10.433°E)
- V Great Beltu: črta, ki povezuje Gulstav (najjužnejši rob otoka Langeland, 54°43′36″N 10°42′42″E / 54.72667°N 10.71167°E ) in Kappel Kirke (54°46′N 11°01′E / 54.767°N 11.017°E) na otoku Laaland
- V Guldborg Sund : črta, ki povezuje Flinthorne-Rev (54°38′30″N 11°49′16″E / 54.64167°N 11.82111°E) in Skelby (54°38′00″N 11°53′14″E / 54.63333°N 11.88722°E)
- V Sound: črta, ki povezuje svetilnik na polotoku Stevns (55°17′N 12°27′E / 55.283°N 12.450°E) in točko Falsterbo (55°23′N 12°49′E / 55.383°N 12.817°E)

## Etimologija
Po Den Store Danske Encyklopædi in Nudansk Ordbog ime izhaja iz nizozemskih besed katte za 'mačji' in gat za 'vrata, prehod'. Izhaja iz poznosrednjeveškega navigacijskega žargona, v katerem so kapitani hanzeatskih trgovskih flot primerjali Danske prelive s tako tesnim prehodom, da bi se celo mačka zaradi številnih grebenov in plitvin s težavo prebili skozenj. Na neki točki so bile prehodne vode široke le 3,84 km. Ime köbenhavnske ulice Kattesundet ima primerljiv etimološki pomen, in sicer 'ozek prehod', lit. 'mačja ožina'.
Arhaično ime za Skagerrak in Kattegat je bilo Norveško morje ali Jutlandsko morje (Saga Knýtlinga omenja ime Jótlandshaf). Njegovo starodavno latinsko ime je bilo Sinus Codanus.

## Zgodovina
Nadzor nad Kattegatom in dostop do njega sta bila pomembna v zgodovini mednarodnega pomorstva. Do dokončanja prekopa Eider leta 1784 je bil Kattegat edina morska pot v baltsko regijo in iz nje.
Od leta 1429 v srednjem veku je danska kraljeva družina – in kasneje država Danska – močno uspevala zaradi Sound Due, cestnine, ki so jo zaračunavali za prehod skozi Øresund, medtem ko je København zagotavljal zatočišče, trgovino in možnosti popravil ter zaščito pred piratstvom. Dajatve so bile končno odpravljene leta 1857.

## Biologija
V Kattegatu ima slanost izrazito dvoslojno strukturo. Zgornja plast ima slanost med 18 ‰ in 26 ‰, spodnja plast – ločena z močnim haloklinom na približno 15 m – pa ima slanost med 32 ‰ in 34 ‰. Spodnjo plast sestavlja morska voda, ki priteka iz Skagerraka, s slanostjo na ravni večine drugih obalnih morskih voda, zgornja plast pa je sestavljena iz morske vode, ki priteka iz Baltskega morja in ima veliko nižjo slanost, primerljivo s somornico, vendar še vedno veliko višja od preostalega Baltskega morja. Ta dva nasprotujoča si toka vsako leto preneseta neto presežek 475 km³ morske vode iz Baltika v Skagerrak. Ob močnejših vetrovih so plasti v Kattegatu ponekod popolnoma premešane, kot je Great Belt, zato je celotna slanost v tem majhnem morju zelo spremenljiva. To postavlja nekaj edinstvenih pogojev za tukajšnje morsko življenje.
V severnem Kattegatu najdemo hladne izvire, lokalno znane kot brbotajoči grebeni (dansko boblerev). V nasprotju s hladnimi izviri na večini drugih krajev (vključno s Severnim morjem in Skagerrakom) so brbotajoči grebeni Kattegata na razmeroma majhnih globinah, običajno med 0 in 30 m pod površjem. Pronicanje je odvisno od metana, ki se je odložil v obdobju Eemian, in v mirnem vremenu je včasih mogoče videti mehurčke na vodni gladini. Karbonatna cementacija in litifikacija tvorita stebre visoke do 4 m in podpirata bogato biotsko raznovrstnost. Zaradi svojega edinstvenega statusa so mehurčkasti grebeni Kattegata deležni določene stopnje zaščite in jih Evropska unija (EU) priznava kot habitat Natura 2000 (tip 1180).

### Ekološki kolaps
Kattegat je bilo eno prvih morskih mrtvih območij, ki so jih opazili v 1970-ih, ko so znanstveniki začeli preučevati, kako intenzivne industrijske dejavnosti vplivajo na naravni svet. Od takrat so študije in raziskave omogočile veliko vpogleda v procese, kot je evtrofikacija, in kako se z njo spopasti. Danska in EU sta od prvega akcijskega načrta za vodno okolje leta 1985 začeli izvajati drage in daljnosežne domače projekte, da bi zaustavili, popravili in preprečili te okoljsko uničujoče in gospodarsko škodljive procese, zdaj pa sta zaposleni pri izvajanju četrtega. Akcijski načrti povzemajo široko paleto pobud in vključujejo tako imenovane nitratne direktive. Akcijski načrti so bili na splošno ocenjeni kot uspešni, čeprav delo še ni končano in vsi cilji še niso v celoti doseženi.

## Zaščite
Zaradi zelo gostega pomorskega prometa in številnih velikih obalnih naselij je Kattegat od leta 2006 določen kot območje nadzora nad emisijami žvepla kot del Baltskega morja. Od 1. januarja 2016 je bila referenčna vrednost za žveplo v gorivih znižana na 0,1 %.
Več večjih območij Kattegata je označenih kot Natura 2000 in pod različnimi vrstami zaščite ptic, kot je Ramsarska konvencija. Preostali večji plitvi grebeni sodijo med zaščito, saj so pomembna drstišča in prehranjevalna območja za ribe in morske sesalce ter podpirajo cvetočo, a ogroženo biotsko raznovrstnost. Zavarovana območja so:
Danska
- Grenen
- Aalborški zaliv, ki obsega 1774 km²2 (685 kvadratnih milj) veliko plitvo morsko območje
- Obalni travniki na Læsøju in kamniti grebeni južno od otoka
- Anholt in morje severno od otoka

Švedska
- Estuarij Nordre älv severno od Göteborga. Pomembno mesto za ptice selivke in ribe.
- Otočje Vrångö (švedsko Vrångöskärgården), del göteborškega arhipelaga. Pomembno območje razmnoževanja morskih ptic in tjulnjev.
- Fjord Kungsbacka. Plitvodni fjord med Göteborgom in Varbergom, vključno s pomembnimi slanimi močvirji.
- Hovs Hallar
- Naravni rezervat Kullaberg

## Galerija
- V Kattegatu je več vetrnih elektrarn na morju
- Nekatere najbolj obremenjene ladijske poti na svetu potekajo skozi Kattegat
- Večje plitve peščene in kamnite grebene so v sodobnem času opremili s svetlobno signalizacijo
- V švedskem delu Kattegata je v bližini celine več majhnih arhipelagov
- Švedske obale v Kattegatu so skalnate obale, kot je ta v Kullabergu ali peščene ali prodnate plaže
- Vse danske obale v Kattegatu so peščene ali prodnate plaže brez izpostavljene skalne podlage